# Ammophila arabica
Ammophila arabica är en biart som beskrevs av William Forsell Kirby 1900. Ammophila arabica ingår i släktet Ammophila och familjen grävsteklar. Inga underarter finns listade i Catalogue of Life.